# Medaile 65. výročí osvobození Běloruska od nacistických útočníků
Medaile 65. výročí osvobození Běloruska od nacistických útočníků (bělorusky Юбілейны медаль «65 год вызвалення Рэспублікі Беларусь ад нямецка-фашысцкіх захопнікаў») je státní vyznamenání Běloruské republiky založené roku 2008.

## Historie a pravidla udělení
Vyznamenání bylo založeno dekretem prezidenta Běloruské republiky č. 670 ze dne 4. prosince 2008.
Podle statutu vyznamenání byla medaile udílena veteránům Velké vlastenecké války, cizincům a lidem bez státní příslušnosti, kteří se přímo podíleli na bojových akcí za osvobození Běloruska od nacistických útočníkům během Velké vlastenecké války, příslušníků Ozbrojených sil Běloruska, zaměstnancům státních orgánů a dalším osobám, které významně přispěly k hrdinskému a vlasteneckému vzdělávání občanů Běloruské republiky, těm kteří pomáhají udržovat památku na padlé a těm, kteří pomáhali s přípravou akcí věnovaných 65. výročí osvobození Běloruska. Medaile může být jednotlivci udělena pouze jednou.
V případě občanů Běloruska se medaile nosí nalevo na hrudi a v přítomnosti dalších medailí se nosí za Jubilejní medailí 60. výročí vítězství ve Velké vlastenecké válce 1941–1945. V případě občanů jiných států se nosí podle příslušných pravidel státu, jehož je nositel občanem. Například občané Ruské federace medaili nosí po sovětských a ruských medailích.

## Popis medaile
Medaile pravidelného kulatého tvaru o průměru 33 mm je vyrobena ze zlatavého kovu. Na přední straně je v pozadí Brestská pevnost.V popředí je Mohyla slávy nacházející se v Minsku a letopočty 1944 a 2009. Ve spodní části je vyobrazen Řád vlastenecké války. Na zadní straně je v horní části medaile vyobrazena stužka Řádu slávy s letopočty 1944 a 2009. Pod ní je nápis v cyrilici 65 год вызвалення Рэспублікі Беларусь ад нямецка-фашысцкіх захопнікаў a reliéfní pěticípá hvězda. Všechny nápisy i motivy jsou konvexní. Okraje medaile jsou vystouplé.
Medaile je připojena pomocí jednoduchého kroužku ke kovové destičce ve tvaru pětiúhelníku potažené hedvábnou stuhou z moaré. Levou část stuhy tvoří tři černé pruhy mezi nimiž jsou dva stejně široké oranžové pruhy, a celek je lemován úzkými oranžovými proužky. Odpovídá tak stuze sovětského Řádu slávy. Pravou část stuhy tvoří širší červený a užší zelený pruh, které tak odpovídají provedení běloruské vlajky.